# Лесик Федір Лукич
Лесик Федір Лукич (27.03.1912 -12.09.1992) — ботанік, генетик, селекціонер, педагог, доктор сільськогосподарських наук, професор.

## Біографія
Народився 27 березня 1912 р. в с. Янишевка, нині Іванівка Ставищенського району Київської області. У 1936 р. закінчив Сільськогосподарський інститут м. Омськ (РРСФР). У 1938—1941 рр. — завідувач кафедри генетики й дарвінізму Вітебського педагогічного інституту (БРСР). У 1946—1949 рр. — завідувач кафедри ботаніки, декан біологічного факультету Криворізького педагогічного інституту. У 1949—1951 рр. — завідувач кафедри ботаніки, заступник директора з наукової частини Ніжинського педагогічного інституту. У 1951—1971 рр. — завідувач відділів викладання біології та методики трудового навчання Українського науково-дослідного інституту педагогіки. У 1971—1984 рр. — завідувач (з 1973 — професор) кафедри ботаніки Київського державного педагогічного інституту ім. О. М. Горького. Помер 19 вересня 1992 р., похований у Києві.

## Наукова діяльність
Дослідник особливостей вегетативного розмноження плодових культур, питання фізіології гібридів, цитології та генетики злакових рослин. Педагогічна діяльність присвячена питанням: методики навчання ботаніки в середній школі, введення в навчальний процес природничих дисциплін пов'язаних із сільськогосподарським виробництвом, трудового навчання.
- 1941 р. — захист кандидатської дисертації на тему: «Явище нерозходження хромосом у рослинному світі».
- 1970 р. — захист докторської дисертації на тему: «Біологічні основи і методи вирощування посадкового матеріалу плодових культур».

## Вибрані праці
- «Развитие зерновки ржи при самоопылении». Агробиология. 1949. № 4. С. 98-104.
- «Мичуринский метод смеси пыльцы в селекции овса». Селекция и семеноводство. 1950. № 12. С. 35-37.
- «Використання матеріалів Всесоюзної сільськогосподарської виставки на уроках ботаніки та зоології в середній школі». Київ: Радянська школа, 1955. 160 с. (у співавторстві І. К. Шульга).
- «Питання щеплення рослин у курсі біології середньої школи». Київ: Радянська школа, 1955. 96 с.
- «Бджільництво». Київ: Радянська школа, 1956. 80 с.
- "Ознайомлення учнів з основами сільськогосподарського виробництва в процесі викладання ботаніки. Київ: Радянська школа, 1958. 192 с.
- «Вплив факторів зовнішнього середовища і природи рослин на процес зростання прищепи під підщепою». Наукові записки Науково-дослідного інституту педагогіки. 1957. Т. 6. С. 28-39.
- «Ознайомлення учнів з основами сільськогосподарського виробництва в процесі викладання ботаніки». Київ: Радянська школа, 1958. 192 с.
- «Рослинництво: посібник для шкіл з виробничим навчанням». Київ, 1958.(у співавторстві М. А. Білоножко).
- «Методи вирощування садивного матеріалу плодових дерев». Київ: Радянська школа, 1959. 100 с.
- «Вивчення біологічних основ щеплення рослин». Наукові записки Науково-дослідного інституту педагогіки. 1961. Т. 16. С. 3-124.
- «Організація і методика дослідної роботи з землеробства в учнівських бригадах колгоспів, радгоспів: методичний лист». Київ: "Радянська школа 1962. 63 с.
- «Навчальні екскурсії в сільськогосподарському виробництві». Київ: Радянська школа, 1966. 72 с.(у співавторстві М. Г. Сурімєєва)
- «Методика дослідницької роботи учнів у сільськогосподарському виробництві». Київ: Радянська школа, 1969. 144 с.(у співавторстві І. К. Кривда)
- «Організація занять з основ сільськогосподарського виробництва (9-10 класи): методичний лист». Київ: Радянська школа, 1969. 44 с.(у співавторстві В. З. Моцак)
- «Біологічні основи і методика вирощування садивного матеріалу плодових культур». Київ: Радянська школа, 1970. 192 с.
- «Землеробство: посібник для середньої школи». Київ: Радянська школа, 1971. 214 с.(у співавторстві М. А. Білоножко, Т. О. Бунтуш, Л. Я. Зрібняк)